# Politická skupina Evropského parlamentu
Politické skupiny Evropského parlamentu, často též označované jako frakce, odpovídají poslaneckým klubům v národních parlamentech.
Pojem politická skupina je oficiální označení podle jednacího řádu EP. Politické skupiny jsou obvykle tvořeny více politickými stranami na evropské úrovni – evropskými politickými stranami.

## Politické skupiny Evropského parlamentu

### Aktuální složení 10. Evropského parlamentu
Souhrn složení 10. Evropského parlamentu, jehož mandát trvá od roku 2024:
| Politická skupina EP                                | Politická skupina EP                                | Evropská strana | Předsedové                     | Poslanci EP |
| --------------------------------------------------- | --------------------------------------------------- | --- | ------------------------------ | ----------- |
|                                                     | Evropská lidová strana (EPP)                        | Evropská lidová strana (EPP)                                                                                               | Manfred Weber                  | 188         |
|                                                     | Pokrokové spojenectví socialistů a demokratů (S&D)  | Strana evropských socialistů (PES)                                                                                         | Iratxe García                  | 136         |
|                                                     | Patrioti pro Evropu (PfE)                           | Patrioti.eu | Jordan Bardella                | 85          |
|                                                     | Evropští konzervativci a reformisté (ECR)           | Strana evropských konzervativců a reformistů (ECR Party) Evropské křesťanské politické hnutí (ECPM)                        | Nicola Procaccini, Patryk Jaki | 80          |
|                                                     | Obnova Evropy (Renew)                               | Aliance liberálů a demokratů pro Evropu (ALDE) Evropská demokratická strana (EDP)                                          | Valérie Hayer                  | 75          |
|                                                     | Zelení / Evropská svobodná aliance (Greens–EFA)     | Evropská strana zelených (EGP) Evropská svobodná aliance (EFA) Evropská pirátská strana (PPEU)(neuznaná)Volt Europa (Volt) | Vula Tsetsi, Ciarán Cuffe      | 53          |
|                                                     | Levice v Evropském parlamentu (The Left; GUE/NGL)   | Strana evropské levice (PEL) Aliance severské zelené levice (NGLA) (neuznaná)                                              | Manon Aubry, Martin Schirdewan | 46          |
|                                                     | Evropa suverénních národů (ESN)                     | Evropa suverénních národů (ESN Party)                                                                                      | Stanislav Stoyanov             | 26          |
|                                                     | Nezařazení (NI)                                     | |                                | 30          |
| Zdroj seznamu členů parlamentu: European Parliament | Zdroj seznamu členů parlamentu: European Parliament | Zdroj seznamu členů parlamentu: European Parliament                                                                        | Celkem                         | 719         |

### Složení 9. Evropského parlamentu
Souhrn složení 9. Evropského parlamentu, jehož mandát trval v letech 2019 až 2024:
| Politická skupina EP                                | Politická skupina EP                                | Evropská strana                                                                                          | Předsedové                             | Poslanci EP |
| --------------------------------------------------- | --------------------------------------------------- | --- | -------------------------------------- | ----------- |
|                                                     | Evropská lidová strana (EPP)                        | Evropská lidová strana (EPP)                                                                             | Manfred Weber                          | 187         |
|                                                     | Pokrokové spojenectví socialistů a demokratů (S&D)  | Strana evropských socialistů (PES)                                                                       | Iratxe García                          | 148         |
|                                                     | Obnova Evropy (Renew)                               | Aliance liberálů a demokratů pro Evropu (ALDE) Evropská demokratická strana (EDP)                        | Stéphane Séjourné                      | 97          |
|                                                     | Identita a demokracie (ID)                          | Strana identity a demokracie (ID Party)                                                                  | Marco Zanni                            | 76          |
|                                                     | Zelení / Evropská svobodná aliance (Greens–EFA)     | Evropská strana zelených (EGP) Evropská svobodná aliance (EFA) Evropská pirátská strana (PPEU)(neuznaná) | Franziska Kellerová, Philippe Lamberts | 67          |
|                                                     | Evropští konzervativci a reformisté (ECR)           | Strana evropských konzervativců a reformistů (ECR Party) Evropské křesťanské politické hnutí (ECPM)      | Ryszard Legutko, Raffaele Fitto        | 61          |
|                                                     | Levice v Evropském parlamentu - GUE/NGL (GUE-NGL)   | Strana evropské levice (PEL) Aliance severské zelené levice (NGLA) (neuznaná)                            | Manon Aubry, Martin Schirdewan         | 39          |
|                                                     | Nezařazení (NI)                                     | |                                        | 29          |
| Zdroj seznamu členů parlamentu: European Parliament | Zdroj seznamu členů parlamentu: European Parliament | Zdroj seznamu členů parlamentu: European Parliament                                                      | Celkem                                 | 704         |

### Složení 8. Evropského parlamentu
Souhrn složení 8. Evropského parlamentu, jehož mandát trval v letech 2014 až 2019:
| Politická skupina EP                                | Politická skupina EP                                          | Evropská strana | Předseda/předsedové | Rok    | Poslanci EP |
| --------------------------------------------------- | ------------------------------------------------------------- | --- | ------------------- | ------ | ----------- |
|                                                     | Evropská lidová strana (EPP)                                  | Evropská lidová strana (EPP) +1 přidružená národní strana | Manfred Weber       | 2014   | 216         |
|                                                     | Pokrokové spojenectví socialistů a demokratů (S&D)            | Strana evropských socialistů (PES) +3 přidružené národní strany | Gianni Pittella     | 2014   | 184         |
|                                                     | Evropští konzervativci a reformisté (ECR)                     | Aliance konzervativců a reformistů v Evropě (ACRE) Evropské křesťanské politické hnutí (ECPM) +1 přidružená národní strana a 2 nezávislí politici                                         | Syed Kamall         | 2014   | 77          |
|                                                     | Aliance liberálů a demokratů pro Evropu (ALDE)                | Aliance liberálů a demokratů pro Evropu (ALDE) Evropská demokratická strana (EDP) + 5 přidružených národních stran                                                                        | Guy Verhofstadt     | 2014   | 69          |
|                                                     | Evropská sjednocená levice a Severská zelená levice (GUE-NGL) | Strana evropské levice (PEL) Aliance severské zelené levice (NGLA) Evropská antikapitalistická levice (EACL) + 10 přidružených národních stran                                            | Gabriele Zimmer     | 2014   | 52          |
|                                                     | Zelení / Evropská svobodná aliance (Greens–EFA)               | Evropská strana zelených (EGP) Evropská svobodná aliance (EFA) + 2 přidružené národní strany a 2 nezávislí politici                                                                       | Philippe Lamberts   | 2014   | 52          |
|                                                     | Evropa svobody a přímé demokracie (EFDD)                      | Aliance za přímou demokracii v Evropě (ADDE) + 1 přidružená národní strana | Nigel Farage        | 2014   | 42          |
|                                                     | Evropa národů a svobody (ENF)                                 | Evropská aliance za svobodu (EAF, do 2016) Hnutí pro Evropu národů a svobody (MENF) + 1 přidružená národní strana a 2 nezávislí politici                                                  | Marine Le Pen       | 2015   | 36          |
|                                                     | Nezařazení (NI)                                               | Aliance za mír a svobodu (APF) Aliance evropských národních hnutí (AENM) Iniciativa komunistických a dělnických stran (INITIATIVE) + 3 přidružené národní strany a 5 nezávislých politiků | N/A                 | N/A    | 20          |
| Zdroj seznamu členů parlamentu: European Parliament | Zdroj seznamu členů parlamentu: European Parliament           | Zdroj seznamu členů parlamentu: European Parliament | Celkem              | Celkem | 751         |

## České strany v Evropském parlamentu
V 10. volebním období (2024–2029) je v Evropském parlamentu osm skupin se zastoupením těchto českých politických stran:
| Název politické skupiny                        | Zkratka             | Čeští zástupci (21 celkem, 14 mužů a 7 žen)                                                                            | České strany                                                         | Volební kandidátka                        |
| ---------------------------------------------- | ------------------- | --- | -------------------------------------------------------------------- | ----------------------------------------- |
| Evropská lidová strana                         | EPP                 | Luděk Niedermayer, Ondřej Kolář                                                                                        | TOP 09                                                               | koalice SPOLU                             |
| Evropská lidová strana                         | EPP                 | Tomáš Zdechovský | KDU-ČSL                                                              | koalice SPOLU                             |
| Evropská lidová strana                         | EPP                 | Danuše Nerudová, Jan Farský                                                                                            | STAN                                                                 | koalice Starostové a osobnosti pro Evropu |
| Patrioti pro Evropu                            | PfE                 | Klára Dostálová, Jaroslava Pokorná Jermanová, Jaroslav Bžoch, Jana Nagyová, Tomáš Kubín, Ondřej Knotek, Ondřej Kovařík | ANO                                                                  | ANO                                       |
| Patrioti pro Evropu                            | PfE                 | Filip Turek | nestraník nominovaný hnutím Přísaha                                  | koalice Přísaha a Motoristé               |
| Patrioti pro Evropu                            | PfE                 | Nikola Bartůšek | Přísaha                                                              | koalice Přísaha a Motoristé               |
| Evropští konzervativci a reformisté            | (ECR)               | Alexandr Vondra, Veronika Vrecionová, Ondřej Krutílek                                                                  | ODS                                                                  | koalice SPOLU                             |
| Zelení / Evropská svobodná aliance             | (Greens–EFA)        | Markéta Gregorová | Piráti                                                               | Piráti                                    |
| Evropa suverénních národů                      | (ESN)               | Ivan David | SPD                                                                  | koalice SPD+Trikolora                     |
| Pokrokové spojenectví socialistů a demokratů   | (S&D)               | – | –                                                                    | –                                         |
| Obnova Evropy                                  | (Renew)             | – | –                                                                    | –                                         |
| Levice v Evropském parlamentu                  | (The Left; GUE/NGL) | – | –                                                                    | –                                         |
| Nezařazení (bez zařazení do politické skupiny) | NI                  | Kateřina Konečná | KSČM                                                                 | koalice Stačilo!                          |
| Nezařazení (bez zařazení do politické skupiny) | NI                  | Ondřej Dostál | nestraník nominovaný stranou SD-SN, od roku 2025 člen hnutí Stačilo! | koalice Stačilo!                          |

V 9. volebním období (2019–2024) bylo v Evropském parlamentu sedm skupin se zastoupením těchto českých politických stran:
| Název politické skupiny                      | Zkratka    | Čeští zástupci (21 celkem, 14 mužů a 7 žen)                                             | České strany          |
| -------------------------------------------- | ---------- | --------------------------------------------------------------------------------------- | --------------------- |
| Obnova Evropy                                | Renew      | Dita Charanzová, Martina Dlabajová, Martin Hlaváček, Ondřej Knotek, Ondřej Kovařík      | ANO                   |
| Evropská lidová strana                       | EPP        | Luděk Niedermayer, Jiří Pospíšil, Stanislav Polčák, Tomáš Zdechovský, Michaela Šojdrová | TOP 09, KDU-ČSL, STAN |
| Evropští konzervativci a reformisté          | ECR        | Jan Zahradil, Alexandr Vondra, Evžen Tošenovský, Veronika Vrecionová                    | ODS                   |
| Zelení / Evropská svobodná aliance           | Greens–EFA | Marcel Kolaja, Markéta Gregorová, Mikuláš Peksa                                         | Piráti                |
| Identita a demokracie                        | ID         | Hynek Blaško, Ivan David                                                                | SPD                   |
| Levice v Evropském parlamentu - GUE/NGL      | GUE–NGL    | Kateřina Konečná                                                                        | KSČM                  |
| Pokrokové spojenectví socialistů a demokratů | S&D        | Radka Maxová                                                                            |                       |

V 8. volebním období (2014–2019) bylo v Evropském parlamentu osm skupin se zastoupením těchto českých politických stran:
| Název politické skupiny                             | Zkratka    | Čeští zástupci (21 celkem, 16 mužů a 5 žen)                                                                             | České strany    |
| --------------------------------------------------- | ---------- | --- | --------------- |
| Evropa svobody a přímé demokracie                   | EFDD       | Jiří Payne | Svobodní        |
| Evropští konzervativci a reformisté                 | ECR        | Evžen Tošenovský, Jan Zahradil                                                                                          | ODS             |
| Evropská lidová strana                              | EPP        | Luděk Niedermayer, Stanislav Polčák, Jiří Pospíšil, Michaela Šojdrová, Jaromír Štětina, Pavel Svoboda, Tomáš Zdechovský | TOP 09, KDU-ČSL |
| Aliance liberálů a demokratů pro Evropu             | ALDE       | Dita Charanzová, Martina Dlabajová, Petr Ježek, Pavel Telička                                                           | ANO             |
| Evropská sjednocená levice a Severská zelená levice | GUE-NGL    | Jaromír Kohlíček, Kateřina Konečná, Jiří Maštálka                                                                       | KSČM            |
| Pokrokové spojenectví socialistů a demokratů        | S&D        | Jan Keller, Pavel Poc, Miroslav Poche, Olga Sehnalová                                                                   | ČSSD            |
| Zelení / Evropská svobodná aliance                  | Greens/EFA | – | –               |
| Evropa národů a svobody                             | ENF        | – | –               |

## Předchozí období
Poměrné zastoupení politických skupin v Evropském parlamentu v letech 1979 až 2009 zobrazuje graf:
| Konzervativci/Křesťanští demokraté (CD,EPP (79-92), EPP (92-99), FE, EPP-ED) Konzervativci (C, ED, ECR) Sociální demokraté (S, SOC, PES, S&D) Komunisté/Krajní levice (COM, LU, EUL, EUL/NGL) Liberálové/Centristé (L, LD, LDR, ERA, ELDR, ALDE) Národní konzervativci (UDE, EPD, EDA, UFE, UEN) | Zelení (G) Zelení/Regionalisté (RBW (84-89), RBW (89-94), G/EFA) Heterogeneous (CDI, TGI) Nezávislí (NI) Euroskeptici (EN, I-EN, EDD, IND/DEM, EFD) Nacionalisté/Krajní pravice (ER, DR, ITS) |